# Голубович Микола Васильович
Микола Васильович Голубович (20 вересня 1978, м. Тернопіль — 9 липня 2022, м. Часів Яр, Донецька область, Україна) — український військовослужбовець, солдат Збройних сил України, учасник російсько-української війни. Кавалер ордена «За мужність» III ступеня (2023, посмертно), почесний громадянин міста Тернополя (2022, посмертно).

## Життєпис
Микола Голубович народився 20 вересня 1978 року у місті Тернополі.
Закінчив Тернопільське вище професійне училище № 4 імені Михайла Паращука. Працював комірником у місцевому ТОВ «Епіцентр».
26 лютого 2022 року був мобілізований та призваний в роту охорони. Згодом розпочав службу в 24-й окремій механізованій бригаді. Загинув 9 липня 2022 року внаслідок ракетного обстрілу в м. Часів Яр на Донеччині.
Похований 15 липня 2022 року на Алеї Героїв на Микулинецькому кладовищі м. Тернополя.

## Нагороди
- орден «За мужність» III ступеня (9 січня 2023, посмертно) — за особисту мужність і самовідданість, виявлені у захисті державного суверенітету та територіальної цілісності України, вірність військовій присязі[1];
- почесний громадянин міста Тернополя (22 серпня 2022, посмертно)[2][3].